# 北坞公园
北坞公园，位于北京市海淀区四季青镇，是在北坞村原址兴建的郊野公园。

## 历史
北坞公园位于四季青镇东北部，北坞村路以东，颐和园西门路以北，金河以南。园址原先是北坞村，2009年北坞村拆迁，村民迁居北坞村西南的北坞嘉园，北坞村原址整体拆迁腾退以兴建北坞公园，仅保留了金山寺、北坞关帝庙这两处旧址。
北坞村是座历史悠久的村庄。15世纪初的明朝宣德年间，重修大承天护圣寺（功德寺）时，在此烧制砖瓦，小村被命名为瓦窑村。明朝永乐年间，北京西郊水灾，朝廷派船队前来救灾，船在三处停泊。有人推断这三处泊船地点便是南坞村、中坞村、北坞村得名的原因。但明朝地方志记载有“北务村”，清朝才写作“北坞村”。当地百姓则认为，《高亮赶水》传说中龙王爷推水车自北京城赴玉泉山，水车在三个村先后被雨水形成的淤泥“坞”住，南坞村、中坞村、北坞村由此得名。
北坞村西北是玉泉山，东北是颐和园昆明湖和万寿山，正北不远处是绵延起伏的金山。由玉泉水和香山诸泉形成的高水湖、养水湖、昆明湖分别位于北坞村的西、北、东三面。玉河、金河、长河绕村流过。明朝文征明形容此处“十里青山行画里，双飞白鸟似江南。”清朝乾隆帝作诗“十里稻畦秋早熟，分明画里小江南。”
北坞村一带是京西稻的传统种植区。清朝康熙、乾隆年间，经大规模开垦，玉泉山下的御稻田（皇家稻田）面积增加至近万亩。皇家在北坞村的功德寺旁设内务府直辖机构“稻田厂”，专管皇家稻田。北坞村村民多数成为皇家稻田的佃户。乾隆十八年（1753年），乾隆帝在玉泉山建成静明园。乾隆二十九年（1764年），又在万寿山建成清漪园，昆明湖南扩至北坞村东。北坞村成为清漪园西部耕织图景区的外延。当时御苑西南界未建围墙，昆明湖西岸的畅观堂紧临北坞村稻田。此处成为乾隆帝问农观稼的地点。乾隆帝在此办“观稼诗会”，共作七十余首诗，其中《怀新书屋》诗曰：“坐我西窗纵闲目，怜他农父正忙时。”《睇佳榭》诗曰：“四时佳景递无穷，高榭惟凭一览中。今日稻芃将麦秀，绝胜绿柳与花红。”北坞村北面的玉河是乾隆帝自圆明园至静明园常走的通道。乾隆十八年，乾隆帝作玉河泛舟诗曰：“老农额首都生慰，那识吾心尚未宁。”他在另一首玉河泛舟诗中称：“数顷溪田碧水盈，稻秧过雨正宜晴。鹭飞阿那轻烟外，又听山村打麦声。”
清朝灭亡后，中华民国初期，皇家稻田转归“经理颐和园事务所”管理。原为皇家稻田耕种的北坞村农民变为颐和园的佃户。中华人民共和国成立后的1952年，北京市海淀区开展土地改革，颐和园所有的四千余亩稻田移交给海淀区分给无地农民。中华人民共和国时期，京西稻获得很大发展，海淀区的稻田面积增加到九万余亩，亩产最高时的1995年达980余斤。1958年秋，国务院总理周恩来、副总理贺龙陪同柬埔寨国王西哈努克到北坞村视察，参观了即将丰收的稻田，并访问了农户，希望“京西稻的故乡做出更大的贡献”。1990年代起，因北京缺水，玉泉山下的京西稻逐渐停止大面积种植。到2010年代只剩下海淀区上庄镇的上千亩稻田仍在生产京西稻。2015年，北京京西稻作文化系统（海淀京西稻保护区）被中华人民共和国农业部列为中国重要农业文化遗产。
北坞村原先只有数十户人家，但到2000年代初期已变成拥挤的城乡结合部居民区。到2008年，本村户籍人口仅2858人，外来人口则多达20230人。村内的生活、卫生、安全等方面问题突出。自2009年初开始，中共北京市委书记刘淇、北京市人民政府市长郭金龙带队，先后七次到北坞村调查研究，以“解剖麻雀”的方式破解城乡结合部发展难题。在市委、市政府领导下，海淀区成立了区、镇、村三级组织指挥体系。在北坞村西南方向兴建居民小区“北坞嘉园”，经一年半建设后竣工，共三十四座楼房，绿化面积四万余平方米。2010年9月30日，市委书记、市长等出席了北坞嘉园入住仪式。1500余户共3000余位北坞村村民迁居北坞嘉园。
村民迁走后，按照北坞村改造计划，在北坞村旧址兴建北坞公园，隶属四季青镇。北坞公园总面积约33公顷，分为两期建设，一期2010年竣工，二期2016年竣工。由海淀区园林绿化局负责规划招标和施工。2013年5月1日，北坞公园正式开放。

## 景观
北坞公园设有多个园门：
- 西门：开在北坞村路东侧
- 南门：开在颐和园西门路北侧
- 北门：开在金河南侧

北坞公园内的景观主要有：
- 北坞印象：位于西门内。是一艘长17米、宽10米、高2米多的古船模型，船头前方是十余亩京稻田。船旁立有介绍北坞村历史的标牌[1]。
- 耤田耕织：位于北坞印象旁边的稻田，稻田内有座雕塑是皇帝驾犁赶车，壮汉双手挽绳拉犁，展示了清朝皇帝御耕图景[1]。
- 古寺乡情：位于稻田尽头南侧，即明朝的金山寺[1]。
- 高湖塔影：金山寺东侧的北坞公园中心是个湖，为清朝高水湖旧址。远处的玉泉山定光塔与湖水相映。湖南岸有木制水阁、方亭、转廊。木制水阁南墙上有石刻《北坞公园记》，夏成钢文、张书范书[1]。
- 曲廊藤影：湖北岸有一条70米长的木制长廊，数十株藤萝盘旋而上，旁边有松柏柳桃环绕[1]。
- 新庐秋韵：湖西北岸边的山上遍布秋叶种树，秋季树叶丹黄碧紫，绚丽多彩[1]。
- 双林聚贤：湖东部山上，南半部为部长林，2003年国务院各部委156位部长在此植树，在山上立有“部长林”石刻纪念碑（正文“部长林”，左款“首都义务植树”，右款“二〇〇三年三月建”）。北半部为将军林，2011年3月中央军委百名将军在此种植松树和银杏，山上建有一座重檐四方亭“聚贤清风亭”[1]。
- 兴林寄语：公园西北部土山前，有一座直径25米的大理石回音台，四周圈建石墙，站在圆心呼喊会有回声。回音台南北有成排的松树。2013年4月3日，第26个首都全民义务植树日即将到来之际，全体中共中央政治局常委带领各界人士和少先队员到北坞公园植树，中共中央政治局常委每人在回音台北侧各植一株白皮松和一株华山松，中共中央总书记胡锦涛还与少先队员交谈并鼓励他们取得好成绩[1][3]。
- 林溪水口：位于公园最南端。
- ？水花园：位于林溪水口东北侧。

### 金山寺
北坞村有三座古寺庙，分别俗称西庙、中庙、东庙。西庙早年塌毁。东庙是明代兴建的药王庙。中庙即金山寺，曾名普陀寺。明朝正统八年（1443年）的《重建金山禅寺田地碑记》透露，该寺建于正统八年之前。明朝天顺五年（1461年）该寺重修，正统帝赐名“普陀禅寺”。由释道深撰写《敕赐普陀禅寺碑记》。普陀寺的重修由朝廷官衙以及朝臣、太监捐资，重建了钟楼、正殿、天王殿、伽蓝祖师之堂、僧舍、廊宇、上门等，共数十楹。朝廷出资购买瓦窑村田地六十亩，“永充常住香灯之资”。
金山寺本是佛寺，但在清朝光绪二年和光绪二十年两次重修后，改为佛道合一的寺庙。因为在同治三年（1864年）北坞村成立了“普兴万缘净道修道圣会”。光绪二十年（1894年）《重修本寺公立普兴万缘净道修道圣会碑记》记载，修道圣会实地考察了妙峰山五路香道的路况，并于每年三月下旬起整修中道及中北道。修道圣会联合功德寺、香山、巨山、蓝靛厂、海淀镇的民众集资出力，共做此善事。
光绪年间重修的金山寺共有三进院落：第一进殿供奉韦驮像；第二进正殿供奉释迦牟尼和十八罗汉像；第三进殿供奉碧霞元君和王奶奶像。这同妙峰山娘娘庙供奉的神像格局相同。金山寺偏院还有一座戏楼。到妙峰山朝香的返城香会，在金山寺戏楼和戏楼前广场开展花会表演，随后南行到蓝靛厂西顶戏楼最后演出，演出后进北京城返家。
中华民国时期，金山寺建筑维持原貌，殿堂50间，佛道偶像43尊，房占地面积5亩7分，耕地58亩。殿堂用作合村办公，并且有房屋9间出租。中华人民共和国初期，在金山寺成立北坞村小学，佛道偶像被推倒，殿堂改为教室。1999年，金山寺被公布为海淀区重点文物保护单位。2010年，随着北坞村改造规划的制定，开始金山寺修缮工程。北京市及海淀区政府拨1053万元文物保护专款。第一期工程2010年开工，2010年修缮正殿，2011年修缮前殿、后殿、偏殿、耳房等。第二期工程2013年开工，首先安装了消防和避雷设施，同时整治院落，修缮山门、围墙、地面和戏楼。全部工程在2014年完工。修缮后的金山寺山门起初上方无匾，门左侧挂“玉泉民俗传统文化馆（筹）”的牌子，后来门额挂赵朴初题“金山寺”横匾，门左侧挂古松子题的“玉泉民俗传统文化馆”的牌子。戏楼位于金山寺的东北侧，南部是戏台，北部是一座二层楼，一层门额是“普興萬緣淨道聖會”。

### 北坞关帝庙
北坞关帝庙位于金山寺东北不远处，始建年代不详，原是北京市海淀区普查登记文物，2012年1月海淀区文化委员会为“北坞关帝庙”立“北京市海淀区文物普查登记项目”牌。2014年被公布为海淀区重点文物保护单位。

### 北坞公园记
《北坞公园记》是湖畔木制水阁南墙上的石刻，竖排无标点，全文为：

北塢公園記
京城北塢，昔鄰靜明舊域，今列海淀新園。一湖呈鏡，兩山湧翠；柳蕩禾風、鼓天地之芳氣，波搖塔影、幻世事之滄桑。
北塢始自金、元即為名區。匯玉泉之源，連通惠之瀾。明刹梵聲、晨唄同山鐘相應；戲臺樂起、暮曲伴漁歌互答。更歴康乾盛世，拓三湖、通兩脈。稻浪與碧水相連，翠柳共青山一色。影湖樓上品湖影，明鏡光中悟靜明。帝王遊豫之區，百姓安居之地。村淳民樸，同脩香道以行善。地隱人傑，初使泰西而留記。
可悲圓明一炬，盡為焦土。敗柳枯荷，湖殘田缺，遺留荒景與後來。
山川有靈托勝迹，故土無言待後人。新中國伊始，人民公社重整家園。國務總理，喜臨芳甸；攜友邦以豪邁，展中土之氣象。繼有部長將軍，雙林聚賢。公元二零一零年，區政府運籌決策，改城中村、還郊淀美。更精播御稻，傳文脈之有序。巧構亭榭，供兆姓之樂成。
看今朝：一湖山影之畔，俯仰俱是舊友新朋。十頃稻柳之間，鄰里同敘天倫和諧。念鄉土百年悠悠，盡吾輩寸心拳拳。秀千頃家園、遺萬福子孫。刻石為記，歲在癸巳仲秋。
撰文    夏成鋼

書丹    張書範

北京市海淀區園林綠化局承建

公元二零一三年十月